# Клеопатра III
Вижте пояснителната страница за други личности с името Клеопатра.
Клеопатра III (на старогръцки: Κλεοπάτρα, Kleopatra III. Euergetis, * между 160 и 155 пр.н.е.; † октомври 101 пр.н.е.) е царица на Египет през 142 – 101 пр.н.е. от династията на Птолемеите.

## Биография
Дъщеря е на египетския фараон Птолемей VI и неговата сестра Клеопатра II († 116 или 115 пр.н.е.) След смъртта на Птолемей VI (145 пр.н.е.) Клеопатра II се омъжва за нейния втори брат Птолемей VIII, който през 140 или 141 пр.н.е. се жени за нейната дъщеря Клеопатра III без да се разведе от Клеопатра II. След сватбата Клеопатра III става царица, равна по ранг заедно с нейната майка и е приета в култа на theoí Euergétai.
Този двоен брак води до проблеми между майка и дъщеря. Накрая се стига до гражданска война между Клеопатра II и нейната дъщеря и нейния брат-съпруг Птолемей VIII. Двамата са изгонени през началото на 130 пр.н.е. в Кипър.
След като Птолемей VIII завладява Александрия и временното изгонване на Клеопатра II, тримата владетели се сдобряват поне външно през 124 пр.н.е. и управляват отново заедно.
Птолемей VIII и Клеопатра III имат следните деца:
- Птолемей IX Сотер II
- Птолемей X Александър I
- Трифаена, съпруга на Антиох VIII
- Клеопатра IV, съпруга на Птолемей IX и Антиох IX
- Клеопатра Селена I (Клеопатра V), съпруга на Птолемей IX, Антиох VIII, Антиох IX и Антиох X

Когато Птолемей VIII умира (28 юни 116 пр.н.е.), влиза в сила неговата воля по завещание, според което Клеопатра III да управлява с този си син, когото предпочита. Киренайка той дава на своя илегитимен син Птолемей Апион. Клеопатра III управлява Египет заедно с майка си Клеопатра II и нейния син Птолемей IX.
През 107 пр.н.е. Клеопатра III изгонва Птолемей IX и управлява с втория си син Птолемей X, който след 6 години сваля майка си Клеопатра III и убива брат си.